# Gustav Lindau
Gustav Lindau (n. 2 mai 1866,  Dessau – d. 10 octombrie 1923, Berlin) a fost un botanist, briolog, lichenolog și micolog german specializat în criptogamia ciupercilor și lichenilor. Abrevierea numelui său în cărți științifice este Lindau.

## Biografie

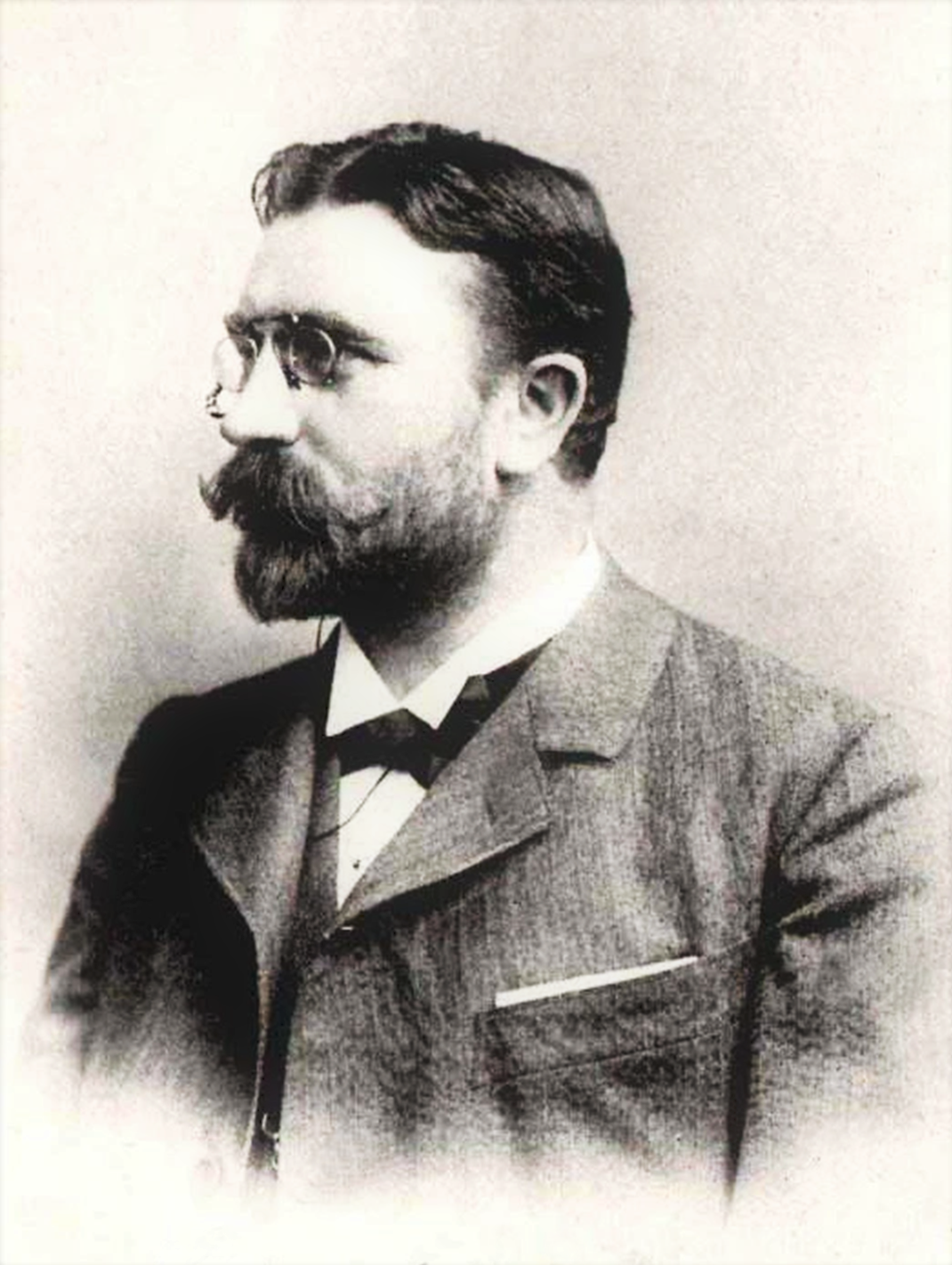
Gustav Lindau pe la 1905

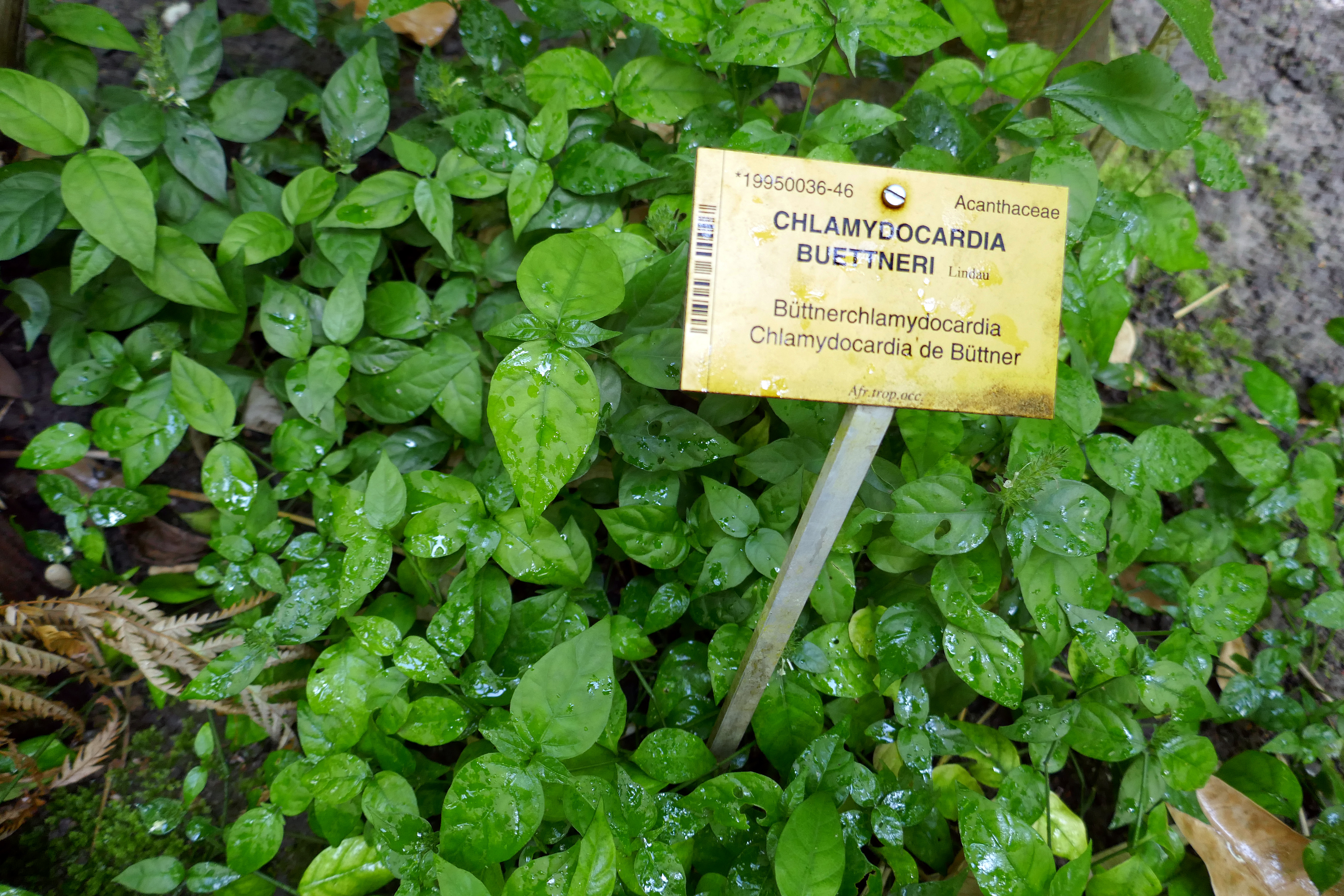
Chlamydocardia buettneri

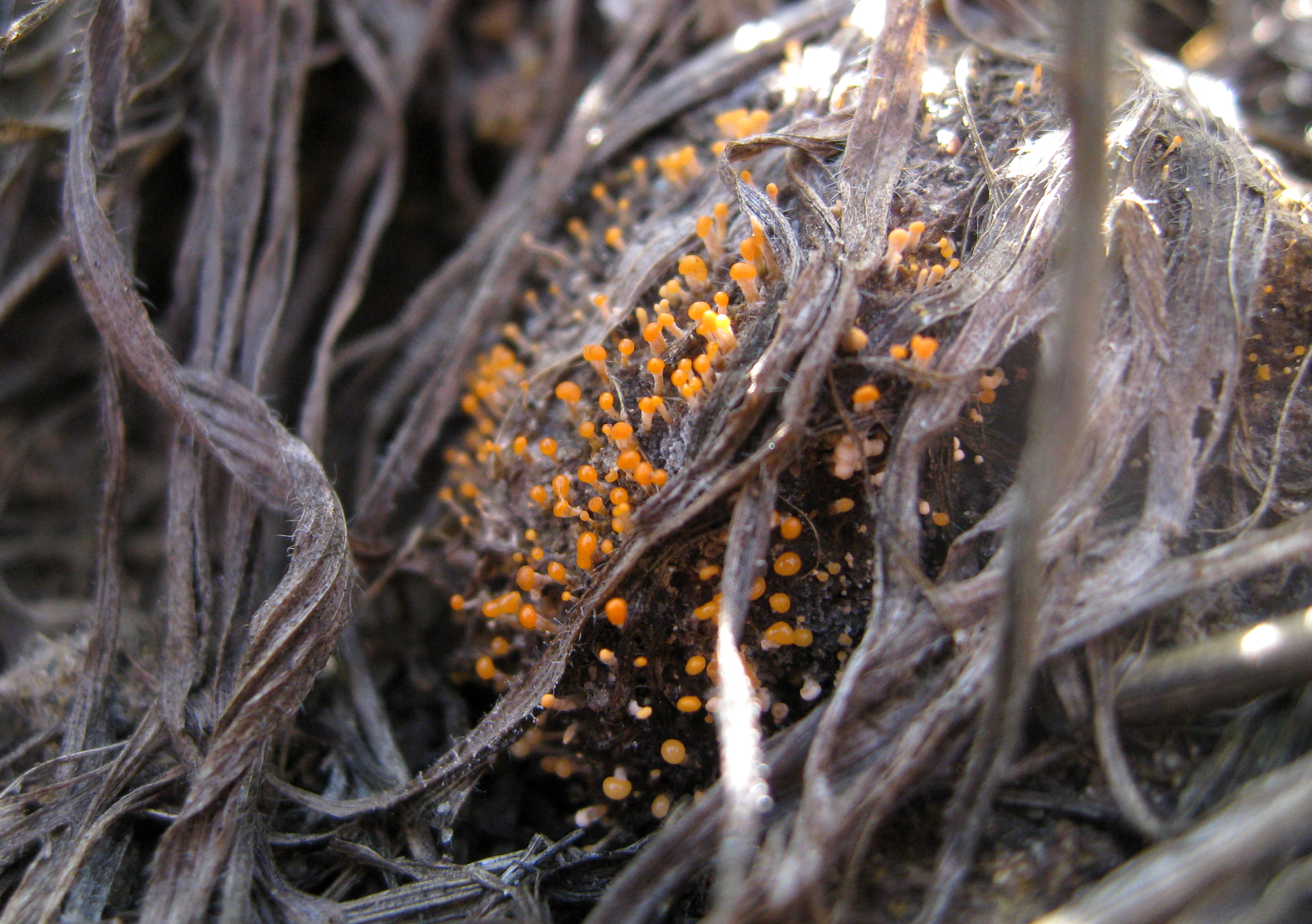
Stilbella fimetaria

Gustav Lindau a fost fiul producătorului de trabucuri Gustav Lindau. A urmat gimnaziul din orașul natal, pe care l-a părăsit la Paștele 1885 cu certificatul de maturitate pentru a studia matematica și științele naturale. Mai întâi s-a înmatriculat la Heidelberg pentru un semestru, unde a participat la prelegeri despre botanică susținute de Ernst Hugo Heinrich Pfitzer (1846-1906). Și-a petrecut restul studiilor la Universitatea din Berlin, unde, pe lângă astronomie, chimie, matematică, fizică, filozofie și zoologie, a studiat și botanica și, în cele din urmă, s-a dedicat în întregime științelor naturale descriptive, în special botanicii. Aici au fost profesorii săi Paul Friedrich August Ascherson (1834-1913), Carl Ignaz Leopold Kny (1841-1916), Paul Wilhelm Magnus (1844-1914) și Simon Schwendener (1829-1919). Acesta a avut o influență decisivă asupra tânărului student care aspira cu seriozitate.
Structura talului lichenului a fost încă una dintre principalele întrebări în jurul căreia se învârtea discuția științifică, iar teoria ingenioasă a naturii simbiotice a acestor organisme a lui Schwendener, cunoscută de peste un deceniu, a trezit admirația lui Lindau. Așa că a fost destul de firesc ca aceste formațiuni naturale care încă au fost derutante în multe alte privințe, să aibă o atracție deosebită pentru el și de aceea a decis să facă din licheni subiectul unor investigații mai detaliate, în primul rând despre problema sexualității lichenilor. Și astfel, după terminarea studiilor, a căutat să contribuie la clarificarea acestei tematici în prima sa lucrare mai importantă, anume disertația sa intitulată Über die Anlage und Entwicklung einiger Flechtenapothecien („Despre sistemul și dezvoltarea unor apotecii de licheni”) (Inaug.-Dissertat. Berlin, 1888). La 17 noiembrie 1888 și-a luat doctoratul pe baza acestei lucrări care a fost realizată la Institutul Schwendener.
Pentru a obține o perspectivă asupra sistematicii mai specifice a marelui regat al plantelor cu flori, în special a celor ale familiilor de plante în principal tropicale, Lindau a acceptat oferta curatorului de atunci la grădina botanică, Dr. Ignaz Urban (1848-1931) să-l introducă gratuit în metodele sistematic-morfologice de pregătire și identificare a fanerogamelor. La sfatul lui Urban, el a decis să reproceseze temeinic genul tropical american Polygonaceae coccoloba. Rezultatul a fost Monographia generis Coccoloba, publicată în anuarele botanice ale lui Engler în 1891, în care a furnizat o nouă clasificare și, de asemenea, a putut descrie un număr mai mare de specii noi.
Apreciat ca un cunoscător al microscopiei competent prin disertația sa, Lindau s-a mutat la Münster, unde Julius Oscar Brefeld (1839-1925), pe atunci director al grădinii botanice locale și al institutului universitar, l-a angajat ca asistent. În calitate de coleg cu Brefeld, a participat acum și la investigațiile micologice acestuia și la publicarea lucrării sale ample Investigații din totalul ariilor micologiei, unele secțiuni (Ascoidea și Endomyces) au bazat pe investigațiile lui Lindau. 
Între timp, Heinrich Gustav Adolf Engler (1844-1930) preluase conducerea grădinii botanice și a muzeului din Berlin care a făcut posibil ca Lindau să se întoarcă la Berlin foarte curând. În primăvara anului 1892 a devenit asistent la Grădina Botanică din Berlin, unde a rămas până la moarte și a dezvoltat o carieră încărcată cu muncă, ce nu a fost lipsită de succes.
În 1894 a abilitat cu teza Wachstum und Anheftungsweise der Rindenflechten („Creșterea și atașarea lichenilor de scoarță”) cu trei plăci litografice parțial colorate și, un an mai târziu, a fost numit docent la Catedra de Btanică a Universității Friedrich Wilhelm din Berlin, iar, în 1899, nu numai că s-a căsătorit cu Else Kliem (cu care a avut 4 fiice și un fiu) ci a fost și promovat drept curator al grădinii și al muzeului botanic. În sfârșit, în 1902, Lindau a fost desemnat drept profesor titular.
Savantul nu a făcut nicio călătorie de cercetare majoră în străinătate, în afară poate de șederea sa de vacanță în Graubünden, unde și-a dedicat atenția în principal florei fungice și mai ales lichenice din regiunea Bernina; dar a fost cu atât mai mult strâns legat de patria sa mai apropiată și mai largă, de pădurile, pajiștile și apele ei. Așa că a fost întotdeauna atras de orașul său natal, Dessau și împrejurimile sale.
După o boală îndelungată a murit la 10 octombrie 1923 în casa sa din Berlin la vârsta de doar 57 de ani.
Lindau a publicat numeroase tratate despre ciuperci și licheni. Principalele merite ale lui Lindau se află în domeniul cercetării criptogamelor, spre care se îndreptase deja la începutul carierei sale științifice. Și există în special două opere majore care au făcut cunoscut numele lui în cercuri mai largi, anume Kryptogamenflora für Anfänger: eine Einführung in das Studium der blütenlosen Gewächse für Studierende und Liebhaber („Flora criptogamelor: o introducere în studiul a plantelor fără flori pentru studenți și amatori”), o lucrare în mai multe volume, cu ilustrații instructive, pentru care a alcătuit el însuși majoritatea capitolelor care s-au bucurat curând de o popularitate atât de mare încât a devenit deja necesară o a doua, chiar o a 3-a ediție. Și mai valoroasă pentru întreaga cercetare fungică și lichenică este Thesaurus litteraturae mycologicae et lichenologicae ratione habita praecipue omnium quae adhuc scripta sunt de mycologia applicata („Tezaurul literaturii micologice și lichenologice, ținând cont în special de tot ce s-a scris până acum despre micologia aplicată”) pe care a publicat-o în limba latină în colaborare cu botanistul și micologul Paul Sydow (1851-1925), fiind o lucrare de referință formată din cinci volume groase, în care este compilată literatura de ciuperci și licheni din întreaga lume până în anul 1917. Mai trebuie menționat că a și prelucrat una dintre familiile mari de fanerogame, anume cea a Acanthaceae-lor, arătând  importanța relațiilor structurale extraordinar de variate, atractive din punct de vedere artistic și fine, perceptibile doar microscopic, astfel cum sunt exprimate în învelișul exterior al boabelor de polen, folosindu-le ca una dintre cele mai importante clasificări și principii de grupare pentru acest grup de plante. Până în ultimul an al vieții sale s-a ocupat în repetate rânduri cu speciile ale acestei familii de plante care au fost trimise către Muzeul Botanic din Berlin din cele mai diverse părți ale lumii, în special din fostele colonii germane și America Tropicală, determinând nenumărate specii noi precum câteva genuri noi, pe care le-a publicat în cele mai diverse lucrări floristice din țară și din străinătate.
Referințe pentru biografie:

## Onoruri
- În onoarea lui a fost denumit genul Lindauea, Rendle, 1896, din familia Acanthaceae cu mai multe specii.[9]
- Campylopus lindavii, Broth., 1895
- Aneura lindaviana (mușchi), Steph., 1917
- Plagiochila lindauii Steph., 1917
- A fost decorat cu Ordinul Vulturul Roșu (1914).

## Ordini, familii, genuri și specii descrise de Lindau (selecție)

### Ordini și familii
| - Dothideales Lindau (1897), ordin de ciuperci Ascomycota - Hypocreales Lindau (1897), ordin de ciuperci Ascomycota - Hysteriales Lindau (1897), ordin de ciuperci Ascomycota | - Auriculariaceae Fr.) Lindau (1897), familie de ciuperci Basidiomycota - Clavicipitaceae (Lindau, 1897) O.E.Erikss. (1982), familie de ciuperci Ascomycota - Hyaloriaceae Lindau (1897), familie de ciuperci Basidiomycota - Mycosphaerellaceae Lindau (1897), familie de ciuperci Ascomycota |

### Genuri
| - Acanthura Lindau (1901), gen de plante în familia Acanthaceae - Afrofittonia Lindau 1913, gen de plante în familia Acanthaceae - Cephalacanthus Lindau (1905), gen de plante în familia Acanthaceae - Chalarothyrsus Lindau (1904), gen de plante în familia Acanthaceae - Chlamydocardia Lindau (1894), gen de plante în familia Acanthaceae - Dichazothece Lindau (1898), gen de plante în familia Acanthaceae - Eidamia Lindau (1894), gen de ciuperci Ascomycota - Encephalosphaera Lindau (1904), gen de plante în familia Acanthaceae | - Epiclastopelma Lindau (1895), gen de plante în familia Acanthaceae - Eremomastax Lindau (1894), gen de plante în familia Acanthaceae - Heteradelphia Lindau (1893), gen de plante în familia Acanthaceae - Jadunia Lindau (1913), gen de plante în familia Acanthaceae - Juruasia Lindau (1904), gen de plante în familia Acanthaceae - Kalbreyeriella Lindau (1922), gen de plante în familia Acanthaceae - Kosmosiphon Lindau (1913), gen de plante în familia Acanthaceae - Megalochlamys Lindau (1899), gen de plante în familia Acanthaceae | - Myrmaeciella (Sacc.) Lindau (1897), gen de ciuperci Ascomycota - Orophochilus Lindau (1897), gen de plante în familia Acanthaceae - Phaeophacidium Henn. & Lindau (1897), gen de ciuperci Ascomycota - Psilanthele Lindau (1897), gen de plante în familia Acanthaceae - Rhagadolobium Henn. & Lindau (1897), gen de ciuperci Ascomycota - Rhombochlamys Lindau (1897), gen de plante în familia Acanthaceae - Ruspolia Lindau (1895), gen de plante în familia Acanthaceae - Stilbella Lindau (1900), gen de ciuperci Ascomycota |

### Specii
| - Acanthura mattogrossensis Lindau (1901), Acanthaceae - Afrofittonia silvestris Lindau (1913), Acanthaceae - Cephalacanthus maculatus Lindau (1905), plantă, Acanthaceae - Chalarothyrsus amplexicaulis Lindau (1904), plantă, Acanthaceae - Chlamydocardia buettneri Lindau (1894), Acanthaceae - Chlamydocardia lanciformis Lindau (1894), plantă, Acanthaceae - Chlamydocardia subrhomboidea Lindau (1894), plantă, Acanthaceae - Delphinella peckii (Lindau, 1897) M.E.Barr (1986), ciupercă Ascomycota - Dichazothece cylindracea Lindau (1898), plantă, Acanthaceae - Encephalosphaera vitellina Lindau (1904), plantă, Acanthaceae | - Epiclastopelma glandulosum Lindau (1895), plantă, Acanthaceae - Heteradelphia paulowilhelmia Lindau (1893), plantă, Acanthaceae - Jadunia biroi (Lindau & K.Schum.) Lindau (1913), plantă, Acanthaceae - Juruasia acuminata Lindau (1904), plantă, Acanthaceae - Juruasia polygonoides Lindau (1904), plantă, Acanthaceae - Juruasia rotundata Lindau (1904), plantă, Acanthaceae - Kalbreyeriella rostellata Lindau (1922), plantă, Acanthaceae - Kosmosiphon azureus Lindau (1913), plantă, Acanthaceae - Megalochlamys linifolia (Lindau) Lindau (1899), plantă, Acanthaceae | - Megalochlamys marlothii (Engl.) Lindau (1899), plantă, Acanthaceae - Orophochilus stipulaceus Lindau (1897), plantă, Acanthaceae - Phaeophacidium escalloniae Henn. & Lindau (1897), Ascomycota - Psilanthele eggersii Lindau (1897), plantă, Acanthaceae - Rhagadolobium hemitheliae Henn. & Lindau (1897), Ascomycota - Rhombochlamys elata Lindau (1897), plantă, Acanthaceae - Stilbella aureola Lindau (1908), ciupercă Ascomycota - Stilbella fimetaria (Pers.) Lindau (1905), ciupercă Ascomycota - Stilbella herbarum (Rabenh.) Lindau (1908), ciupercă Ascomycota | - Stilbella hirsuta Lindau (1900), ciupercă Ascomycota - Stilbella hyalina (Alb. & Schwein.) Lindau (1908), ciupercă Ascomycota - Stilbella lutea (Pers.) Lindau (1908), ciupercă Ascomycota - Stilbella pubida (Tode) Lindau (1908) ciupercă Ascomycota - Stilbella resinae (Bres. & Sacc.) Lindau (1908), ciupercă Ascomycota - Stilbella rubicunda (Tode) Lindau (1908) ciupercă Ascomycota - Stilbella sanguinea Lindau (1908) ciupercă Ascomycota - Stilbella subinconspicua (Corda) Lindau (1908) ciupercă Ascomycota - Stilbella xanthopus (Rabenh.) Lindau (1908) ciupercă Ascomycota |

## Publicații (selecție)

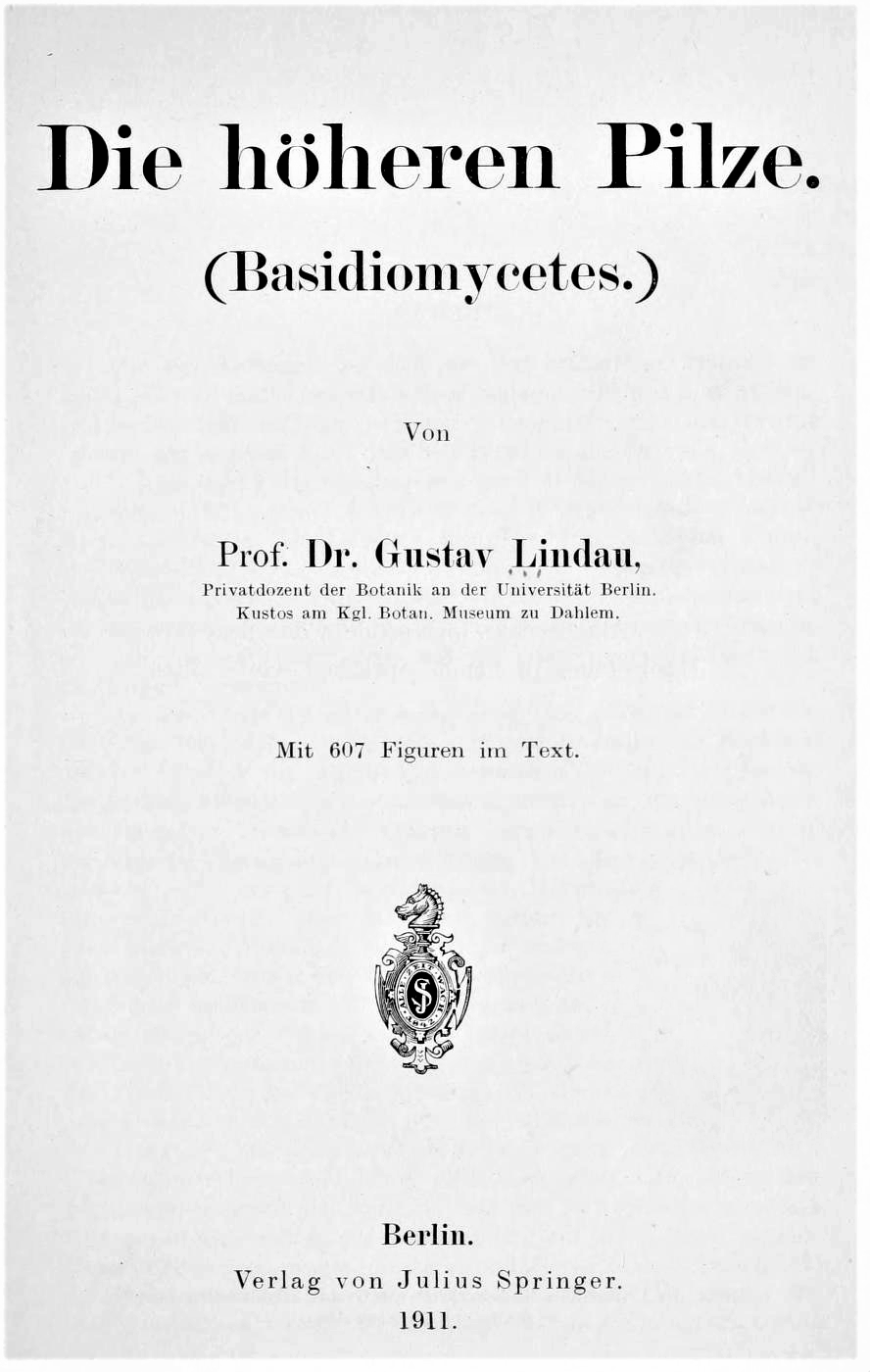
Ciuperci superioare

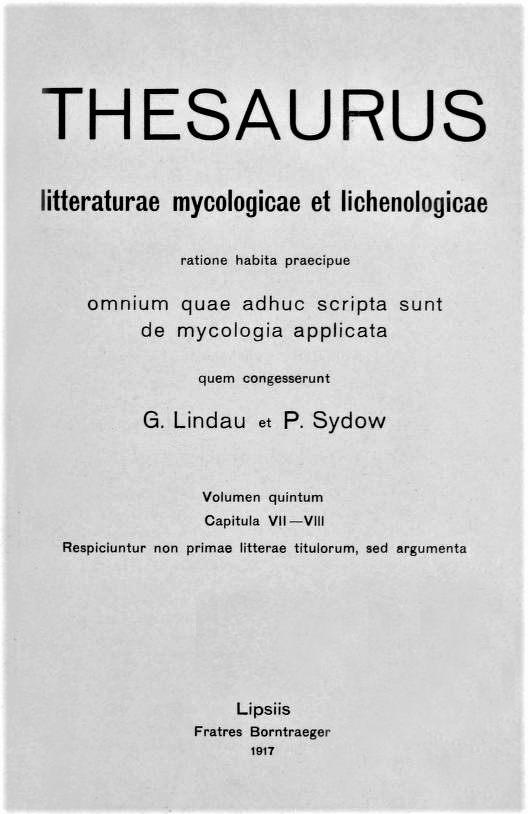
Thesaurus 5

- Über die Anlage und Entwicklung einiger Flechtenapothecien, disertație, Berlin 1888, publicat și în jurnalul botanic Flora, nr. 71, Regensburg 1888, p. 451-489
- Monographia generis Coccoloba, în: Englers botanische Jahrbücher, vol. 13, Leipzig 1891, p. 106-229
- Hepaticae,  în: Adolf Engler: Die Pflanzenwelt Ostafrikas und der Nachbargebiete, Editura D. Reimer, Berlin 1895, p. 62-66
- Musci frondosi, în: Adolf Engler: Die Pflanzenwelt Ostafrikas und der Nachbargebiete, Editura D. Reimer, Berlin 1895, p. 66-77
- Lichenologische Untersuchungen - Über Wachstum und Anheftungsweisen der Rinderflechten, Editura C. Heinrich, Dresden 1895
- Ein Beitrag zur Kryptogamenflora von Rügen, în: Hedwigia, vol. 36, suplimentul descriptiv 66, 1897, p. 151-157
- Über Entwicklung und Ernährung von Amylocarpus encephaloides Curr., în: Hedwigia, vol. 38, 1-19, 1899
- Die Beschädigung der Vegetation durch Rauch; Handbuch zur Erkennung und Beurteilung von Rauchschäden, Editura Gebrüder Borntraeger, Leipzig 1903 (împreună cu Emil Haselhoff)
- Hilfsbuch für das Sammeln und Präparieren der niederen Kryptogamen, mit besonderer Berücksichtigung der Verhältnisse in den Tropen, Editura Gebrüder Borntraeger, Berlin 1904
- Rabenhorst's Kryptogamen-Flora, Editura Eduard Kummer, Leipzig 1904-1907 (ed. a 2-a 1907-1910)
- Thesaurus litteraturae mycologicae et lichenologicae ratione habita praecipue omnium quae adhuc scripta sunt de mycologia applicata, 5 volume, Editura Fratres Borntraeger, Leipzig 1908-1917 (ed. a 2-a 1917), împreună cu Paul Sydow (1851-1925) vol. 5
- Handbuch der Pflanzenkrankheiten, vol. 2 - Die pflanzlichen Parasiten, Editura Paul Parey, Berlin 1908, împreună cu Paul Sorauer
- Kryptogamenflora für Anfänger: eine Einführung in das Studium der blütenlosen Gewächse für Studierende und Liebhaber (Flora criptogamelor: o introducere în studiul a plantelor fără flori pentru studenți și amatori) , 6 volume, 8 părți, Editura Julius Springer, Berlin 1911-1914 în 2 (3) ediții
  - Vol. 1: Die höheren Pilze (Ciuperci superioare) 1911 (1917, 1928)
  - Vol. 2: Die mikroskopischen Pilze (Ciuperci microscopice) 1912 (1922)
  - Vol. 3: Die Flechten (Lichenii) 1913 (1923)
  - Vol. 4: Die Algen (Algele), partea 1 și 2, 1914 (1926 și 1930); Die Meeresalgen (Algele mării) 1916, împreună cu Robert Pilger
  - Vol. 5: Die Laubmoose (Mușchi (plantă)|mușchi de pădure) 1913 (1923) împreună cu Wilhelm Lorch
  - Vol. 6: Die Torf- und Lebermoose (mușchi de turbărie și Marchantiophyta) de 1914 (1926) împreună cu Wilhelm Lorch